# British Gymnastics
British Gymnastics, conosciuta anche come British Amateur Gymnastics Association, è la federazione sportiva nazionale del Regno Unito per la ginnastica, fondata nel 1888.
Ha sede presso la "Ford Hall" a Lilleshall Hall.